# E3 Prijs Vlaanderen-Harelbeke de 2012
A 55.ª edição da E3 Prijs Vlaanderen-Harelbeke disputou-se a 23 de março de 2012, sobre um traçado de 203,5 km, com início e final em Harelbeke. O percurso incluiu 13 cotas.
Fez parte do UCI WorldTour de 2012, sendo a primeira vez que se inclui em dito calendário de máxima categoria mundial.

## Equipas participantes
Participaram 25 equipas: os 18 de categoria UCI ProTour (ao ter obrigada sua participação); mais 7 de categoria Profissional Continental mediante convite da organização (Accent Jobs-Willems Veranda´s, Landbouwkrediet-Euphony, Topsport Vlaanderen-Mercator, Project 1t4i, Team Europcar, Cofidis, le Crédit en Ligne e Farnese Vini-Selle Italia). Formando assim um pelotão de 195 ciclistas, de 8 corredores a cada equipa (excepto o Astana, Euskaltel-Euskadi, Lampre-ISD que saiu com 7 e o Sky que saiu com 6), dos que acabaram 106.
| Equipes ProTeam (18)- AG2R La Mondiale - Astana - BMC Racing Team - Euskaltel-Euskadi - FDJ-BigMat - Garmin-Barracuda - Katusha Team - Lampre-ISD - Liquigas-Cannondale - Lotto-Belisol - Movistar Team - Omega Pharma-Quick Step - GreenEDGE - Rabobank - RadioShack-Nissan - Saxo Bank - Sky - Vacansoleil - DCM Equipes profissionais Continentais (7)- Accent Jobs-Willems Veranda's - Landbouwkrediet-Euphony - Topsport Vlaanderen-Mercator - Project 1t4i - Team Europcar - Cofidis, le Crédit en Ligne - Farnese Vini-Selle Italia |
| |

O ganhador final foi Tom Boonen depois de ganhar ao sprint por uma reduzida margem a Óscar Freire, finalmente segundo. Por trás deles chegou Bernhard Eisel, terceiro no mencionado sprint.

## Classificação final
- As classificações finalizaram da seguinte forma:[7]

| \| Classificação geral \| Classificação geral \| Classificação geral \| Classificação geral \| Classificação geral \| \| Ciclista \| Ciclista \| Equipe \| Tempo \| \| \| ------------------- \| -------------------- \| ---------------------------- \| ------------------- \| ------------------- \| \| 1. \| Tom Boonen \| Omega Pharma-Quick Step \| 4h51m59s \| \| \| 2. \| Óscar Freire \| Katusha \| + 0s \| \| \| 3. \| Bernhard Eisel \| Team Sky \| + 0s \| \| \| 4. \| Leonardo Duque \| Cofidis, le Crédit en Ligne \| + 0s \| \| \| 5. \| Sep Vanmarcke \| Garmin-Barracuda \| + 0s \| \| \| 6. \| John Degenkolb \| Project 1t4i \| + 0s \| \| \| 7. \| Mathieu Ladagnous \| FDJ-BigMat \| + 0s \| \| \| 8. \| Alexandre Pichot \| Team Europcar \| + 0s \| \| \| 9. \| Alessandro Ballan \| BMC Racing Team \| + 0s \| \| \| 10. \| Sébastien Turgot \| Team Europcar \| + 0s \| \| \| 11. \| Matti Breschel \| Rabobank \| + 0s \| \| \| 12. \| Jens Keukeleire \| GreenEDGE \| + 0s \| \| \| 13. \| Michael Mørkøv \| Saxo Bank \| + 0s \| \| \| 14. \| Peter Sagan \| Liquigas-Cannondale \| + 0s \| \| \| 15. \| Maxim Iglinsky \| Astana \| + 0s \| \| \| 16. \| Edvald Boasson Hagen \| Team Sky \| + 0s \| \| \| 17. \| Lloyd Mondory \| AG2R La Mondiale \| + 0s \| \| \| 18. \| Marco Marcato \| Vacansoleil-DCM \| + 0s \| \| \| 19. \| Björn Leukemans \| Vacansoleil-DCM \| + 0s \| \| \| 20. \| Preben Van Hecke \| Topsport Vlaanderen-Mercator \| + 0s \| \| |                      |                              |          |
| |                      |                              |          |
| Fonte: ProCyclingStats |                      |                              |          |
| Classificação geral |                      |                              |          |
| Ciclista | Ciclista             | Equipe                       | Tempo    |
| 1. | Tom Boonen           | Omega Pharma-Quick Step      | 4h51m59s |
| 2. | Óscar Freire         | Katusha                      | + 0s     |
| 3. | Bernhard Eisel       | Team Sky                     | + 0s     |
| 4. | Leonardo Duque       | Cofidis, le Crédit en Ligne  | + 0s     |
| 5. | Sep Vanmarcke        | Garmin-Barracuda             | + 0s     |
| 6. | John Degenkolb       | Project 1t4i                 | + 0s     |
| 7. | Mathieu Ladagnous    | FDJ-BigMat                   | + 0s     |
| 8. | Alexandre Pichot     | Team Europcar                | + 0s     |
| 9. | Alessandro Ballan    | BMC Racing Team              | + 0s     |
| 10. | Sébastien Turgot     | Team Europcar                | + 0s     |
| 11. | Matti Breschel       | Rabobank                     | + 0s     |
| 12. | Jens Keukeleire      | GreenEDGE                    | + 0s     |
| 13. | Michael Mørkøv       | Saxo Bank                    | + 0s     |
| 14. | Peter Sagan          | Liquigas-Cannondale          | + 0s     |
| 15. | Maxim Iglinsky       | Astana                       | + 0s     |
| 16. | Edvald Boasson Hagen | Team Sky                     | + 0s     |
| 17. | Lloyd Mondory        | AG2R La Mondiale             | + 0s     |
| 18. | Marco Marcato        | Vacansoleil-DCM              | + 0s     |
| 19. | Björn Leukemans      | Vacansoleil-DCM              | + 0s     |
| 20. | Preben Van Hecke     | Topsport Vlaanderen-Mercator | + 0s     |